# گروه الون سون لیبل
گروه الون سون لیبل (انگلیسی: Eleven Seven Label Group) شرکت نشر موسیقی آمریکایی است، که در سال ۲۰۰۶ تأسیس شد.